# 2005年度香港名牌選舉得獎名單
2005年香港名牌選舉暨香港服務名牌選舉由香港品牌發展局和香港中華廠商聯合會聯合主辦。而今屆起，主辦機構增設「香港服務名牌選舉」
是屆頒獎典禮於2006年1月24日舉行，由時任香港特區政府財政司司長唐英年擔任主禮嘉賓。

## 獲獎名單

### 香港名牌選舉
香港名牌
- 2036
- 阿波羅
- 盞記燕窩
- 燕之家
- 勞工牌
- 馬獅龍
- 慕詩
- 八珍
- 大班
- 捷榮

香港卓越名牌
- 金至尊
- 淘大

最具潛質品牌
- 翡翠家居
- 美馳圖

網上最受歡迎品牌
- 大班

### 香港服務名牌選舉
香港服務名牌
- 東亞銀行
- 加州紅
- 中原地產
- 香港中國旅行社
- 余仁生
- 康泰旅行社
- 莎莎
- 稻香
- 鏞記
- 芝柏

新星服務品牌
- 六福珠寶

網上最受歡迎服務品牌
- 中原地產